# 越南—埃及关系
越南－埃及關係是指越南和埃及之間历史上与现代的雙邊關係。雙方正式外交關係建立於1963年9月1日，埃及也是最早与越南民主共和國建立外交關係的伊斯蘭國家之一。建交以來兩國高層交往頻繁，各领域来往不断。兩國均為不結盟運動、77國集團成員國。

## 历史概况
在越南民主共和國（北越）成立以前的1911年，越南共产党缔造者之一的胡志明就曾在出国考察期间于英国占领下的埃及塞得港短暂停留，1946年，越南民主共和国成立后不久，胡志明再次访问了埃及。
反對西方帝國主義干涉中東的贾迈勒·阿卜杜-纳赛尔成为埃及领导人后，开始重视发展与包括北越在内的東方陣營国家的关系，北越也得以于1958年在开罗设立经贸办事处，随后更于1963年9月1日与纳赛尔领导下的阿拉伯聯合共和國建立邦交。越南战争期间，埃及政府亦支持北越抵抗美国，并承认了越南南方共和国。两国关系亦因为不结盟运动的参与得到了进一步加强。
2017年，埃及总统阿卜杜勒-法塔赫·塞西訪越，成為越埃自1963年建交以来首位出訪越南的埃及國家元首。2018年8月，越南国家主席陈大光也对埃及进行了三天的回访。

### 外交代表机构
1963年，北越与埃及建交后，北越经贸办事处升格为大使馆，大使馆内设有商务处、国防武官处等机构，其后亦兼辖越南在苏丹、南苏丹、巴勒斯坦国、黎巴嫩、吉布提等国的外交业务。
越埃建交后第二年，埃及也在河内设立大使馆，延续至今。但首任大使哈利勒直到1973年才到任。

#### 事件
2017年5月6日，越南駐埃及大使館與埃及國家電視台尼羅河電視文化頻道合作，在尼罗河电视播放了有关胡志明造访埃及事迹的纪录片。

## 经贸关系

### 双边贸易
埃及于2013年承认越南的完全市场地位。
据Trade Map统计，2019年，越、埃双边贸易额达到10.48亿美元，其中越南对埃及出口10.27亿美元，约占越南总出口额的0.32%，主要出口电机、电气、音像设备及其零附件，光學和測量設備，咖啡、茶及香料，人造纤维，水产品等。并从埃及进口肥料、塑胶制品、坚果及水果、糖果等。越南亦为埃及电机、电气、音像设备及其零附件的主要进口来源国之一。
近年来，受到尼罗河上游衣索比亞復興大壩建设的影响，导致埃及稻田缺乏可耕用水，稻米生产量下降，加之埃及政府限制农民种植水稻，转而进口大米，埃及亦已开始从包括越南在内的主要大米出口国进口大米。

### 相互投资
1997年，越、埃两国政府签署了相互鼓励和保护投资协定，并于2002年实施，为促进两国的相互投资提供了法理依据。2018年，埃及在越南庆和省、西宁省等地共有4个投资项目，注册金额为207万美元。在129个对越南投资的国家中居87位。
相对于同样位于北非的阿尔及利亚、突尼斯等国，越南對埃及的投资相当有限，但近年来，越南政府也积极通过贸易促进研讨会、企业论坛等与埃及商会对接，积极在埃及寻找投资商机。

## 交流

### 学术
埃及政府每年向越南学生提12份国立奖学金，以供他们在埃及学习阿拉伯语。此外，埃及政府每年还也为越南留学生提供5个前往爱资哈尔大学留学的奖学金名额。
越南国内也有畜牧业学者对埃及鸡与越南赫蒙鸡的杂交育种等进行过研究。

### 艺文
埃及开罗木偶剧院造型师玛伊·穆哈卜，自2008年起开始学习越南水上木偶戏，并以此著论文获得硕士学位，回到埃及后更将古埃及文明元素融入水上木偶戏，并成功于越埃建交55周年庆上在越南演出，得到了一定的积极反响。而越南驻埃及大使馆也时常在埃及各主要城市举办越南文化推介会，推介越南文化。

## 外部連結
- 埃及国家信息服务中心－越南簡介 （页面存档备份，存于）（英文）
- 越南外交部－埃及簡介（2020年版） （页面存档备份，存于）（越南文）
- 越南驻埃及大使馆 （页面存档备份，存于）（越南文） （英文）